# Zyprische Badmintonmeisterschaft
Badminton-Meisterschaften in Zypern werden seit 1990 ausgetragen. Die Einzelmeisterschaften der Junioren starteten noch zwei Jahre später, während es internationale Meisterschaften von Zypern schon seit 1987 gibt. Mannschaftstitelkämpfe werden ebenfalls seit 1990 ausgetragen.

## Die Sieger
| Saison | Herreneinzel        | Dameneinzel          | Herrendoppel                                   | Damendoppel                             | Mixed                                     |
| ------ | ------------------- | -------------------- | ---------------------------------------------- | --------------------------------------- | ----------------------------------------- |
| 1990   | Nicolas Pissis      | Maria Iasonos        | Athos Shakallis Panayiottis Poupas             | Stella Lazarou Matilda Kazantzian       | Athos Shakallis Elena Iasonos             |
| 1991   | Nicolas Pissis      | Elena Iasonos        | Athos Shakallis Tasos Zevlaris                 | Elena Iasonos Maria Iasonos             | Athos Shakallis Elena Iasonos             |
| 1992   | Nicolas Pissis      | Elena Iasonos        | Nicolas Pissis Tasos Zevlaris                  | Elena Iasonos Maria Iasonos             | Athos Shakallis Elena Iasonos             |
| 1993   | Nicolas Pissis      | Diana Knekna         | Evandros Votsis Antonis L. Lazarou             | Diana Knekna Demetra Ioannou            | Nicolas Pissis Elena Zevlari              |
| 1994   | Nicolas Pissis      | Diana Knekna         | Nicolas Pissis Tasos Zevlaris                  | Diana Knekna Demetra Ioannou            | Nicolas Pissis Diana Knekna               |
| 1995   | Nicolas Pissis      | Christina Christofia | Nicolas Pissis Tasos Zevlaris                  | Christina Christofia Diana Drakou       | Nicolas Pissis Christina Christofia       |
| 1996   | Nicolas Pissis      | Diana Knekna         | Savvinos Iasonos Evandros Votsis               | Diana Knekna Demetra Ioannou            | Evandros Votsis Diana Knekna              |
| 1997   | Nicolas Pissis      | Elena Iasonos        | Nicolas Pissis Tasos Zevlaris                  | Diana Drakou Evi Kyprianou              | Nicolas Pissis Evi Kyprianou              |
| 1998   | Nicolas Pissis      | Diana Knekna         | Nicolas Pissis Tasos Zevlaris                  | Diana Knekna Evi Kyprianou              | Evandros Votsis Diana Knekna              |
| 1999   | Nicolas Pissis      | Diana Knekna         | Nicolas Pissis Panayiotis Poupas               | Diana Knekna Maria Ioannou              | Nicolas Pissis Evi Kyprianou              |
| 2000   | Nicolas Pissis      | Maria Ioannou        | Antonis C. Lazarou Marios Evangelou            | Diana Knekna Maria Ioannou              | Nicolas Pissis Diana Knekna               |
| 2001   | Demetris Kyprianou  | Maria Ioannou        | Constantinos Constantinou Andreas Constantinou | Diana Knekna Maria Ioannou              | Antonis C. Lazarou Maria Ioannou          |
| 2002   | Demetris Kyprianou  | Diana Knekna         | Demetris Kyprianou Constantinos Constantinou   | Diana Knekna Maria Ioannou              | Nicolas Pissis Diana Knekna               |
| 2003   | Demetris Kyprianou  | Maria Ioannou        | Demetris Kyprianou Charis Charalambous         | Diana Knekna Maria Ioannou              | Charis Charalambous Maria Ioannou         |
| 2004   | Demetris Kyprianou  | Elena Iacovou        | Demetris Kyprianou Constantinos Constantinou   | Maria Ioannou Dometia Ioannou           | Constantinos Constantinou Dometia Ioannou |
| 2005   | Demetris Kyprianou  | Dometia Ioannou      | Demetris Kyprianou Nicolas Panayiotou          | Maria Ioannou Dometia Ioannou           | Demetris Kyprianou Marina Demosthenous    |
| 2006   | Demetris Kyprianou  | Dometia Ioannou      | Demetris Kyprianou Nicolas Panayiotou          | Maria Ioannou Dometia Ioannou           | Demetris Kyprianou Maria Ioannou          |
| 2007   | Demetris Kyprianou  | nicht ausgetragen    | Demetris Kyprianou Nicolas Panayiotou          | nicht ausgetragen                       | Demetris Kyprianou Maria Ioannou          |
| 2008   | Demetris Kyprianou  | nicht ausgetragen    | Charis Charalambous Antonis C. Lazarou         | nicht ausgetragen                       | Vasilis Vasou Dometia Ioannou             |
| 2009   | Vasilis Vasou       | Stella Knekna        | Charis Charalambous Antonis C. Lazarou         | Maria Ioannou Stella Knekna             | Vasilis Vasou Maria Ioannou               |
| 2010   | Charis Charalambous | Dometia Ioannou      | Charis Charalambous Antonis C. Lazarou         | Dometia Ioannou Stella Knekna           | Charis Charalambous Stella Knekna         |
| 2011   | Charis Charalambous | Stella Knekna        | Charis Charalambous Antonis C. Lazarou         | Maria Avraamidou Stella Knekna          | Charis Charalambous Stella Knekna         |
| 2012   | Charis Charalambous | Dometia Ioannou      | Charis Charalambous Demetris Kyprianou         | nicht ausgetragen                       | Charis Charalambous Stella Knekna         |
| 2013   | George Nicolaou     | Stella Knekna        | George Nicolaou Elias Nicolaou                 | Stephanie Pinhary Stella Knekna         | Charis Charalambous Stella Knekna         |
| 2014   | Charis Charalambous | Stephanie Pinhary    | Charis Charalambous Andreas Frangou            | Stephanie Pinhary Andrea Chrysostomou   | Charis Charalambous Andrea Chrysostomou   |
| 2015   | George Nicolaou     | Eleni Christodoulou  | George Nicolaou Elias Nicolaou                 | Stephanie Pinhary Eleni Christodoulou   | George Nicolaou Eleni Christodoulou       |
| 2016   | Elias Nicolaou      | Eleni Christodoulou  | Antonis C. Lazarou Elias Nicolaou              | Anastasia Zintsidou Eleni Christodoulou | Elias Nicolaou Eleni Christodoulou        |
| 2017   | George Nicolaou     | Eleni Christodoulou  | George Nicolaou Elias Nicolaou                 | Anastasia Zintsidou Eleni Christodoulou | Elias Nicolaou Eleni Christodoulou        |
| 2018   | Orestis Pissis      | Eleni Christodoulou  | Andreas Fragkou Constantinos Hadjigeorgiou     | Anastasia Zintsidou Eleni Christodoulou | Christakis Temereas Anastasia Zintsidou   |
| 2019   | Elias Nicolaou      | Eleni Christodoulou  | Orestis Pissis Antonis Adamou                  | Maria Avraamidou Eleni Christodoulou    | Andreas Ioannou Eleni Christodoulou       |
| 2020   | Orestis Pissis      | Eleni Christodoulou  | George Nicolaou Elias Nicolaou                 | Maria Avraamidou Eleni Christodoulou    | Iakovos Acheriotis Eva Kattirtzi          |
| 2021   | Christos Hailis     | Elena Christodoulou  | Kyriakos Pissis Orestis Pissis                 | Elena Christodoulou Eva Kattirtzi       | Elias Nicolaou Eva Kattirtzi              |
| 2022   | Iacovos Acheriotis  | Elena Christodoulou  | Kyriakos Pissis Orestis Pissis                 | Chara Michael Ioanna Pissi              | Andreas Ioannou Elena Christodoulou       |
| 2023   | Elias Nicolaou      | Chara Michael        | Konstantinos Giannopoulos Ioannis Tambourlas   | Chara Michael Ioanna Pissi              | Ioannis Tambourlas Ioanna Pissi           |
| 2024   | Nikolaos Kokosis    | Ioanna Pissi         | Konstantinos Giannopoulos Ioannis Tambourlas   | Chara Michael Ioanna Pissi              | Ioannis Tambourlas Ioanna Pissi           |